# Margarethe Stolz-Hoke
Margarethe "Grete" Stolz, coniugata Hoke (Bolzano, 7 luglio 1925 – Grafenstein, 6 marzo 2018), è stata una pittrice italiana naturalizzata austriaca.

## Biografia
Quarta figlia del pittore altoatesino Rudolf Stolz, all'età di quattordici anni cominciò a frequentare come apprendista la bottega paterna, dapprima a Bolzano, poi a Sesto.
Dopo l'armistizio di Cassibile, la Stolz fu obbligata dall'amministrazione della Zona d'operazioni delle Prealpi a lasciare l'atelier e ad essere impiegata come insegnante alle scuole della frazione di Moso.
Nell'autunno del 1947 cominciò a frequentare l'Accademia di belle arti di Vienna, nella classe di Robin Christian Andersen, dove conobbe il futuro marito Giselbert Hoke. Si diplomò nel 1951.
Nel 1954 sposò Hoke a San Candido; la coppià si trasferì a Klagenfurt (1954-1957), poi a Vienna (1957-1962), ed infine, nel 1962, a Grafenstein, nel Castel Saager.
In quegli anni, la Stolz si dedicò alla famiglia, accantonando la pittura, attività che riprese a partire dalla fine degli anni sessanta, specializzandosi in ritratti e paesaggi. Numerosi saranno i viaggi intrapresi in tutto il mondo per ritrarre paesaggi dal vivo, e numerose anche le mostre personali, soprattutto in Austria e in Italia.
La Stolz si separò dal marito nel 1985.
Collaborò a lungo con il Museo Rudolf Stolz di Sesto, dedicato dal comune altoatesino al padre.